# Jermaine Woozencroft
Jermaine Woozencroft (sinh ngày 19 tháng 8 năm 1992) là một cầu thủ bóng đá người Jamaica thi đấu cho Montego Bay United, ở vị trí tiền vệ.

## Sự nghiệp
Woozencroft từng thi đấu bóng đá cho Montego Bay United. Woozencraft won the RSPL năm 2013-2014 with Montego Bay United.
Anh ra mắt quốc tế cho Jamaica năm 2013.

## Danh hiệu
- Jamaican National Premier League: 1

2014